# 趙起 (清)
趙 起（ちょう き、Zhao Qi、? - 1863年）は、清末の金銭会の乱の指導者。趙啓とも書く。
浙江省平陽出身。趙起がリーダーであった金銭会は天地会系の秘密結社で、入会者に「金銭義記」と鋳造された銅銭を与えたことからその名がついた。金銭会は1850年代初めごろから浙江省平陽・瑞安・永嘉・青田・泰順、福建省福鼎に広がり、多くの農民・手工業者、さらには生員の潘英・抜貢の蔡華のような知識人も加入した。
1861年8月、平陽で蜂起し地元の地主が結成した団練の「白布会」を破り、平陽県城を占領した。10月には温州に進軍して府城を占領したが、清軍の反撃ですぐに撤退した。その後瑞安県城を包囲したが、頑強な抵抗にあって下せなかった。11月に謝公達の部隊を福建省に派遣し、謝公達の部隊は福鼎を占領し、多くの武器を獲得した。この頃、浙江省南部に太平天国軍が侵攻してきたため、趙起は連携を模索した。しかし1862年2月、閩浙総督慶瑞（キンルイ）の派遣した清軍と白布会によって拠点を次々と失い、蜂起は失敗に終わった。
趙起は余党を率いて太平天国軍に合流して、浙江省南部を転戦したが、太平天国軍が浙江省南部から撤退すると、留まって反清活動を継続した。しかし翌年7月、裏切りによって殺害された。余党は林孔葵に率いられ「紅布会」と改め、1864年に福建省で蜂起しようとしたが失敗に終わった。